# Ezüstmoha
Ezüstmoha vagy más néven ezüstös körtemoha (Bryum argenteum) az egyik leggyakoribb a moha, még városokban is megél. Egyike azoknak a néhány lombosmoha fajnak a Bryum nemzetségből, amit mikroszkóp nélkül is könnyű felismerni. 2005-ben Németországban az év mohájának választották.

## Jellemzői
Ez a faj kiválóan alkalmazkodik a száraz körülményekhez. Ha sokáig nincs csapadék, víz a talajban, akkor a külső levelek elszáradva védik a belsőket, illetve az ezüstös, fényvisszaverő szín is segíti a túlélésben.

### Megjelenése
Az ezüstmoha száraz és nedves állapotban is ezüstös-zöld vagy fehéres-zöld színű. Ez azért van, mert a széles tojásdad alakú levelének a csúcsi harmadából hiányzik a klorofill. A levélér csak a levél közepéig ér. A szár 1–2 cm magas, barkaszerű, a levelek szorosan egymáshoz simulnak. A levélszél szegélytelen, sima. A levélsejtek rombusz, megnyúlt rombusz alakúak. A spóratok csüngő, fiatalon körte alakú, barnás, később fekete.

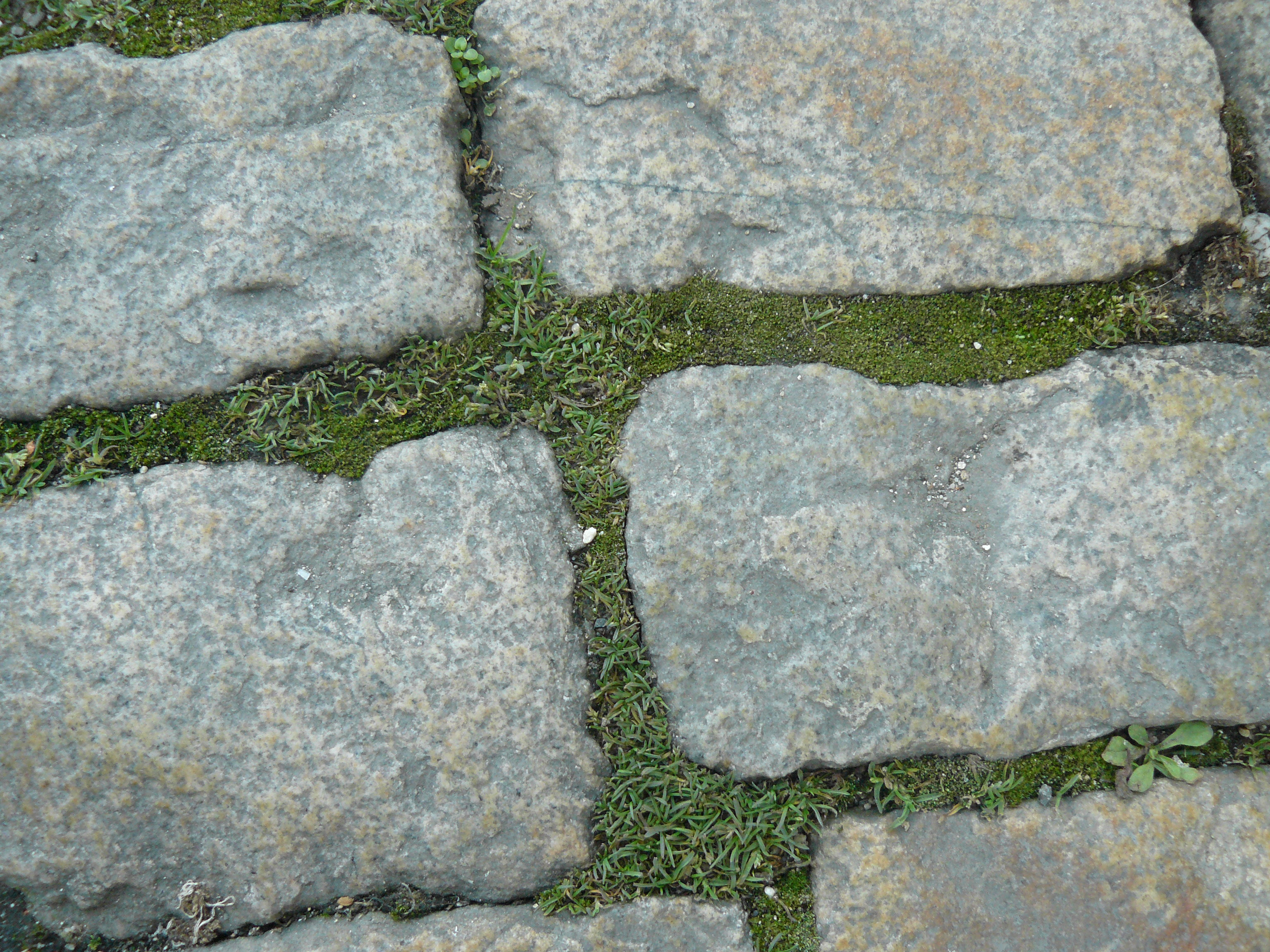
Ezüstmoha macskakövek között
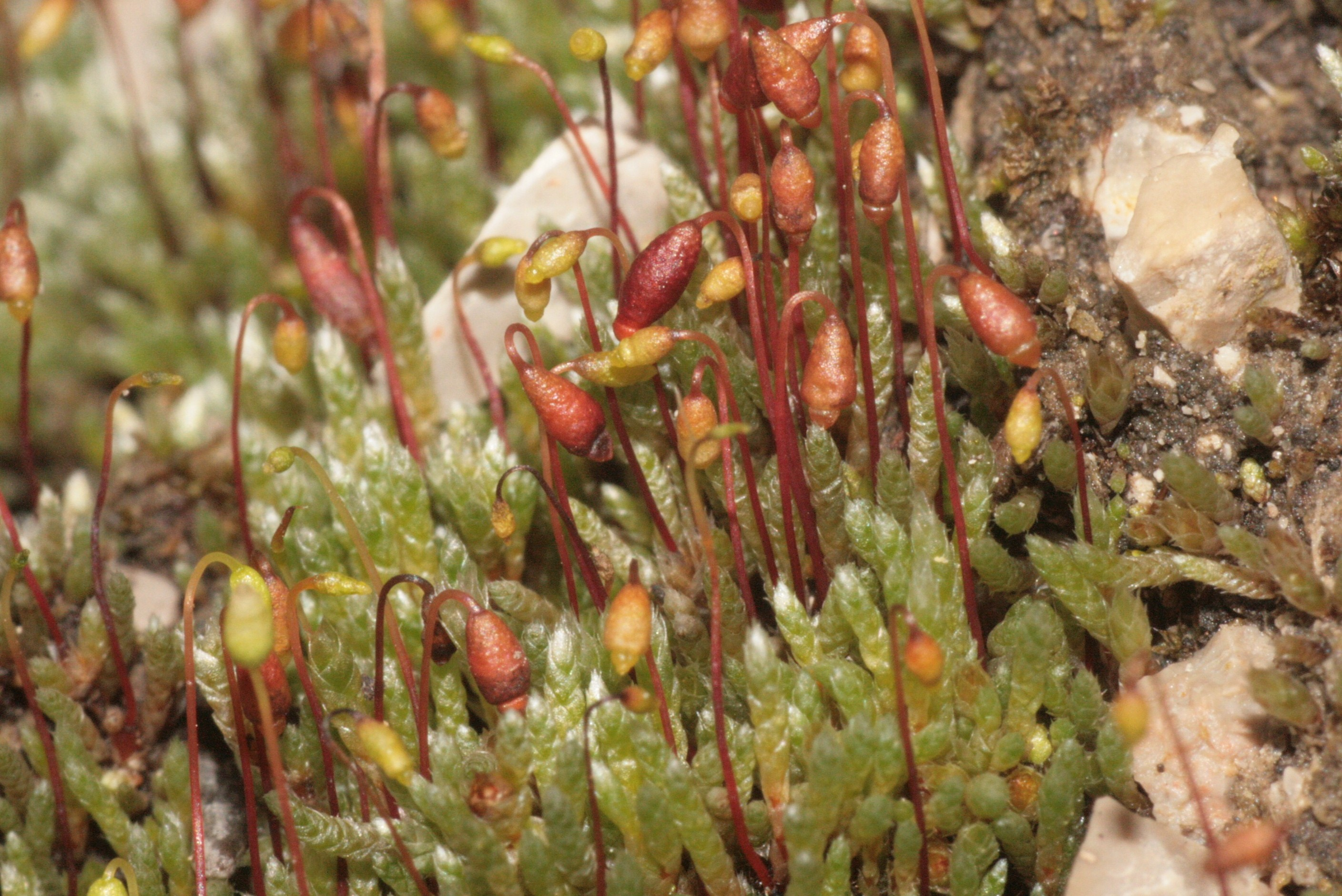
Közeli habituskép
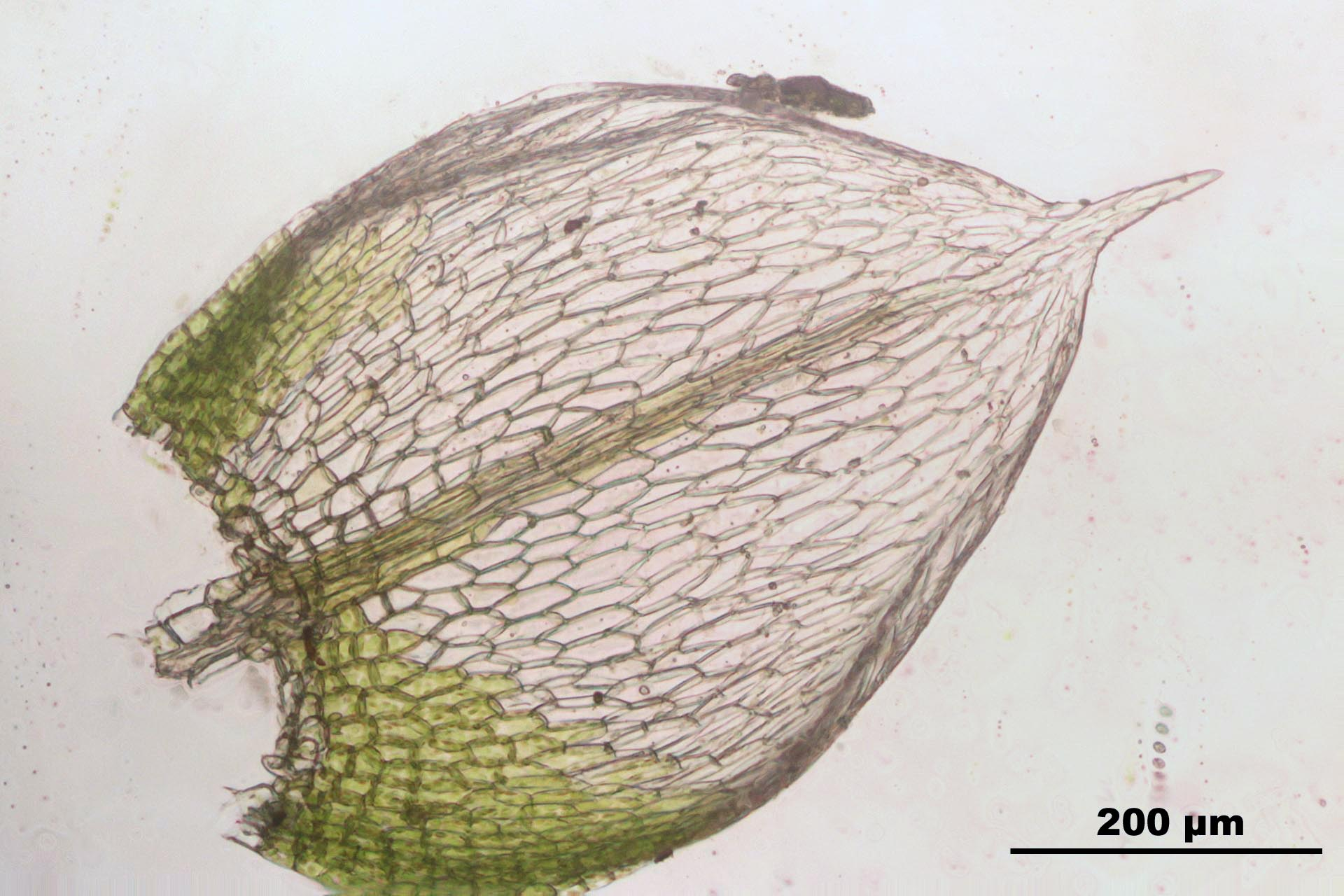
A levél mikroszkópikus képe, látszanak a klorofill hiányos sejtek a levél csúcsi részén
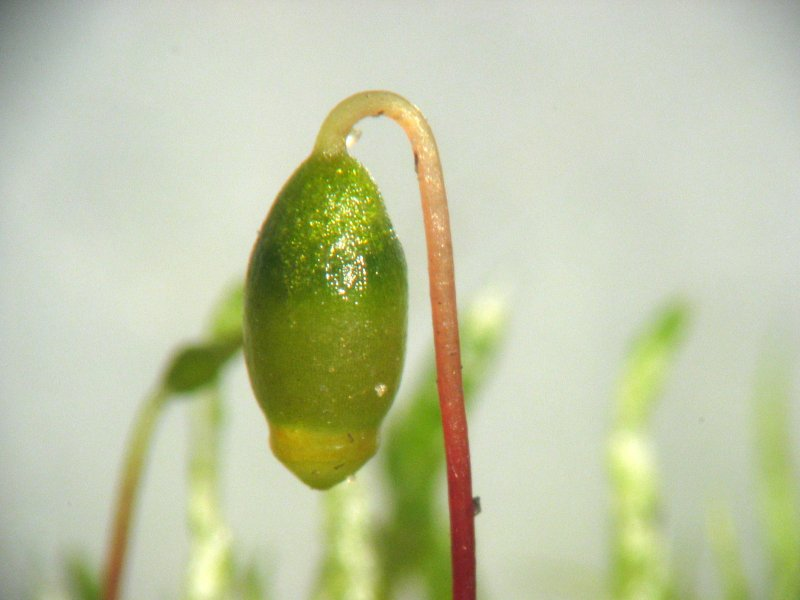
Sporofiton tokja, 30-szoros nagyítás
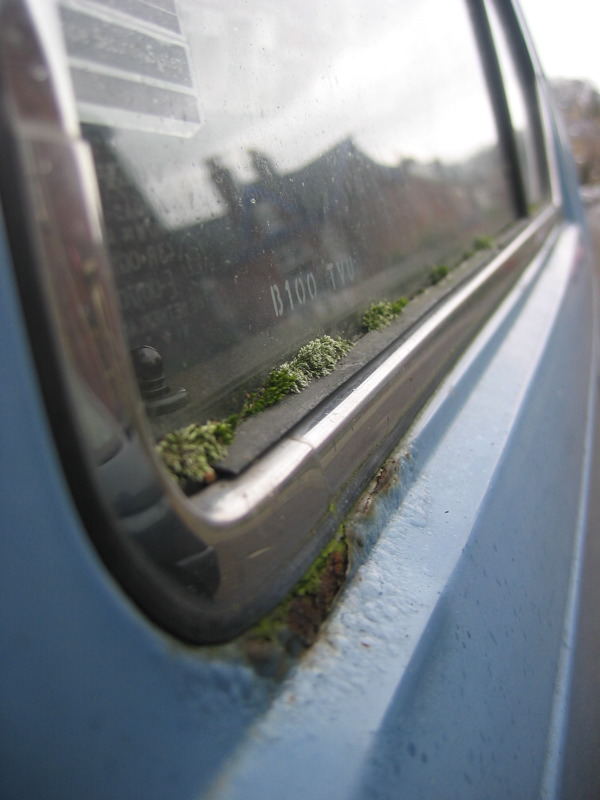
Még az autók szélvédőjének gumitömítésében is megél

## Elterjedése
Kozmopolita faj. A világon mindenhol előfordul. A ruderális, nitrogénben gazdag élőhelyeken is megél. Emiatt antropogén élőhelyeken is gyakori: városok, gyárak, utak mellett, betonozott felületeken, falakon. Gyakran más mohák gyepében is növekszik keverten. Magyarországon is nagyon gyakori faj, országos vörös listás besorolása: nem fenyegetett (LC).

### Ökológiája
Az ezüstmoha karakterfaja egy ruderális gyomtársulásnak (tudományos nevén a Bryo-Saginetum procumbentis-nek). Ez a társulás erősen taposott, betonozott, beépített helyeken a repedésekben, beton, vagy kövek közötti résekben fordul elő. Az ezüstmoha talaj takaró hatásával és így a vízháztartás javításával járul hozzá a társulás életben maradásához. A társulás többi karakterfaja: heverő zöldhúr (Sagina procumbens), egynyári perje (Poa annua), melegebb helyeken a kis tőtippan (Eragrostis minor) is megjelenik.

## Változatai
A botanikai adatbázisokban 63 alfajt és változatot tartanak számon, de a leggyakoribb az alábbi változat:
- var. lanatum: Az alapfajnál gyengébb növekedésű, kisebb. A levelek csúcsán hosszabb szőrszál van, ettől "szőrösebb" megjelenésű. Míg az alapfaj inkább emberi környezetben fordul elő (beton, talaj), addig a lanatum mészkősziklagyepeken, földdel borított sziklafalakon található meg. Az alapfajnál rosszabbul tűri a magas nitrogén szintet.[6]

## Fordítás
- Ez a szócikk részben vagy egészben  a   Silbermoos című német Wikipédia-szócikk ezen változatának fordításán alapul.  Az eredeti cikk szerkesztőit annak laptörténete sorolja fel. Ez a jelzés csupán a megfogalmazás eredetét és a szerzői jogokat jelzi, nem szolgál a cikkben szereplő információk forrásmegjelöléseként.